# Cuotas participativas
Las cuotas participativas son instrumentos financieros negociables emitidos por las cajas de ahorros españolas que permiten a los inversores obtener una rentabilidad anual y participar en el reparto de los beneficios de la entidad. Se pueden comprar y vender en bolsa de valores. 
El Banco de España las define como “activos financieros o valores negociables que pueden emitir las cajas de ahorros”.
Debido a que las cajas de ahorros no son sociedades anónimas compuestas por acciones, sino instituciones no lucrativas de carácter benéfico-social, ningún particular puede ser dueño de las cajas, ya que están sometidas a un sistema de control en el que intervienen los impositores, los empleados y las instituciones públicas locales. No obstante, la emisión de cuotas participativas permite a estas entidades reforzar sus balances y captar capital.

## Historia
Las cuotas participativas fueron introducidas en el sistema financiero español mediante la modificación efectuada por la Ley del Entidades de Crédito de 1988 (Ley 26/1988)a la Ley 13/1985 sobre coeficientes, de inversión, recursos propios y obligaciones de información de los intermediarios financieros por la Disposición Adicional Duodécima que se reproduce:
Disposición Adicional Duodécima. [Modificación del artículo 7 apartado a) de la Ley 13/1985, de 25 de mayo]
El apartado a) del artículo 7 de la Ley 13/1985, de 25 de mayo, sobre coeficientes de inversión, recursos propios y obligaciones de información de los intermediarios financieros, queda redactado del siguiente modo:
 «a) El capital. Este comprenderá el capital social de las entidades con forma de sociedades anónimas, excluidos el capital no desembolsado y las acciones propias que posea la entidad; los fondos fundacionales y las cuotas participativas de las Cajas de Ahorro, y las aportaciones incorporadas al capital de las cooperativas de crédito. Tendrán la consideración de cuotas participativas de las Cajas de Ahorro los valores nominativos, carentes de todo derecho político, representativos de aportaciones dinerarias de duración indefinida que puedan ser aplicadas por la emisora a la compensación de pérdidas, tanto en la liquidación de la entidad como en el caso de saneamiento general de la misma. Dichas cuotas se aplicarán a esos fines en la misma proporción en que lo haga la suma de los fondos fundacionales y las reservas, y su retribución quedará supeditada a la existencia de excedentes de libre disposición y a las limitaciones adicionales que establezca el Gobierno. Este podrá asimismo prohibir o limitar la tenencia de cuotas participativas de las Cajas de Ahorro por parte de categorías específicas de inversores».

Posteriormente se desarrolla la reglamentación de las cuotas participativas mediante el Real Decreto 664/1990, que permanece en vigor hasta ser derogado por el Real Decreto 302/2004 en 2004. 
La Caja Mediterráneo, CAM, fue la primera caja de ahorros en emitirlas.

## Legislación
La ley española, en la figura del Real Decreto 302/2004 contempla medidas específicas para este tipo de activos financieros tales como:
- Para evitar abusos y concentraciones de poder en pocas manos, un único cuotapartícipe no podrá detentar más del 5% de las cuotas de una entidad y, en caso de que sobrepasase esa cifra, la sanción le haría perder los derechos económicos de todas las cuotas en propiedad.

- A diferencia de las acciones, las cuotas no otorgan derechos políticos. Es decir, el propietario de cuotas participativas no se convierte en propietario de la caja. Solo otorgan derechos económicos (cobrar la retribución derivada de las mismas, en su caso). No obstante, los cuotapartícipes, a elección de la caja emisora, pueden estar representados en un sindicato que, a su vez, podrá participar en la asamblea de la caja con voz, pero sin voto.

- Existe una cláusula de amortización automática de las cuotas para el caso de que se produzca una modificación del régimen jurídico relativo a los derechos políticos de los cuotapartícipes.

## Rentabilidad de las cuotas participativas
Como instrumentos de renta variable su rentabilidad depende de su evolución económica y de su política de reparto del excedente de libre disposición de la entidad emisora (esto es, el resultado del ejercicio). Es decir, la rentabilidad se puede obtener por dos vías:
- la remuneración por la participación en el excedente de libre disposición que les pueda corresponder y
- la propia revalorización de los títulos en el mercado.

La rentabilidad media anual en efectivo de las cuotas debería ser equiparable a la rentabilidad por dividendos de las acciones de una entidad bancaria cotizada.
El problema de las cuotas participativas de la CAM es que "Su valor no depende solo de las expectativas de beneficio, sino de diferentes motivos relacionados con decisiones, en este caso de la CAM, como es la decisión discrecional de qué parte del beneficio va a Obra Social y qué parte a las cuotas participativas"

## Situación de las cuotas participativas a la hora de cobrar tras la liquidación
Pero sin duda el gran problema de las cuotas participativas es que su situación a la hora de cobrar tras la liquidación de la sociedad era la peor de todas. De entrada, las cuotas participativas no concedían derecho al voto ni de asistencia a Asamblea General, lo cual ya las convertía en un producto financiero extraño. Pero en lo referente a la prelación de crédito, su situación era todavía más precaria. Si se liquida la caja (o se transforma en fundación, como pasó con la CAM), los poseedores de cuotas participativas cobraban los últimos, junto con la obra social. Antes que los tenedores de cuotas participativas cobraban los acreedores comunes, los subordinados e, incluso, los tenedores de participaciones preferentes. 
Los mecanismos para la recuperación de las inversiones han sido fundamentalmente pleitos en la jurisdicción civil, sin que se hayan planteado otras fórmulas como instar ante los Juzgados de lo Mercantil la liquidación de la institución heredera de las cuotas para que, con lo obtenido en la liquidación del patrimonio de la mercantil o de sus representantes, se pueda pagar a los cuotapartícipes o acreedores que lo deseen.

## Transparencia
Desde diciembre de 2011 la cotización de las cuotas está suspendida en la Bolsa de Madrid a un precio de 1,34 euros, por lo que en principio la Ley de Mercado de Valores sigue vigente para la institución heredera de los títulos, especialmente en lo referente al principio de transparencia que rige administrativamente para las sociedades cotizadas y sus representantes.